# Schismatoglottis erecta
Schismatoglottis erecta är en kallaväxtart som beskrevs av Mitsuru Hotta. Schismatoglottis erecta ingår i släktet Schismatoglottis och familjen kallaväxter. Inga underarter finns listade.